# ازدواجية ذهنية
الازدواجية الذهنية (بالإنجليزية: Double-mindedness) هو مفهوم مُستخدم في فلسفة ولاهوت الفيلسوف الدنماركي سورين كيركغور (1813-1855)، مرادف للنفاق والأنانية وخشية العقاب. استخدم يعقوب البار هذا المصطلح في الكتاب المقدس. طور كيركغور طريقته النسقية لمحاولة كشف الازدواجية الذهنية الكامنة فيه شخصيًا.

## عند كيركغور
طرح كيركغور على نفسه هذه الأسئلة: هل أرغب أن أكون مسيحيًا حقًا أم لا؟ هل أرغب أن أكون واعظًا حقًا؟ هل أرغب أن أكون معلمًا حقًا؟ هل أرغب بالزواج حقًا؟ كل هذه الأسئلة ضرورية للمستقبل. تطوع كثيرون بإسداء النصيحة إليه، ولكنه شعر دائمًا أن القرار يقع على عاتقه وحده. يخشى الأفراد اتخاذ القرار بسبب المعارضة الخارجية، فلا يجب أن تعيق هذه المعارضة المرء من اتخاذ القرار بنفسه، طالما كان قادرًا على التعلم من التجارب، وعن جدوى القرار بالنسبة له.

ولد دافيد ف. سوينسون في السويد في 29 أكتوبر عام 1876، وانتقلت عائلته إلى أمريكا في عام 1882. أصبح سوينسون أستاذًا في الفلسفة في جامعة منيسوتا في عام 1917، وكان مهتمًا بكتابات سورين كيركغور. أدى به الاهتمام إلى ترجمة العديد من كتب كيركغور إلى الإنجليزية. اتسمت تلك الفترة بزيادة سكانية متسارعة في أمريكا، طرح دافيد نفس السؤال في سفر المزامير: «كيف نرنم ترنيمة الرب في أرض غريبة؟» (المزامير 137:4). في النصوص التالية اقتباسات من كتاب كيركغور مقالات ترميمية بأرواح متعددة، المنشور في 13 مارس عام 1847، وفيه يحاول الإجابة على هذا السؤال.
«ثمة معلمون للفحش يعتقدون بارتباط العدالة بفعل الباطل على مستوى واسع، ثم التظاهر بأن نيتهم خير البشرية. وبالتالي يحصلون –كما يظنون- على فائدة مزدوجة، فائدة منحطة بالقدرة على فعل الباطل، بالقدرة على امتلاك إرادة، بالسماح بالتنفيس عن غضبهم، والفائدة المفترضة، الفضيلة الظاهرية. لكن ثمة رجل حكيم في الأزمنة العتيقة أصبح فخًا لهذا الفحش، إذ أعطى درسًا في الفضيلة الحقيقية، أن يتجنب المرء أي مكافأة متوقعة لإغرائه على عمله.» - مقالات ترميمية بأرواح متعددة، صـ37
ما مزاجك تجاه الآخرين؟ هل تعيش في انسجام مع الآخرين بالرغبة في شيء واحد؟ أم أنك ممزق وعلى خلاف مع كل الأشخاص في حياتك؟ هل تحب لأخيك ما تحب لنفسك؟ أم ترغب لنفسك بالمزيد، لنفسك وللآخرين، أو ترغب الأفضل لك فقط؟ هل تعامل الآخرين كما تحب أن يعاملوك (القاعدة الذهبية)؟ هذه الرغبة أمر أبدي يملي كل الأوامر الأخرى، الذي يجلب الانسجام مع الموتى، ومع من لن تراهم أبدًا، مع كل المختلفين في اللغة والتقاليد، مع كل البشر على الأرض، أقرباء الدم، وأقربائنا في المهمة الأبدية، أن نريد شيئًا واحدًا. هل ترغب في قانون مختلف لك عن الآخرين، هل ترغب براحة لنفسك في شيء ما، راحة مختلفة عن الآخرين تحت كل الظروف؟ إذا جاءك ملك ومتسول وقرين في نفس الوقت، هل ستجهر بما ترغب به في العالم بكل ثقة، بجسارة تؤكد راحتك التي تسعى إليها، بإيجابية لا يحتقرك لأجلها جلالة الملك لكونك أقل منه مكانة، ولا ينفطر قلب المتسول لعدم حصوله على نفس التنعم، بإيجابية ليشاركك قرينك بتلك الثقة! ثمة شيء في العالم يُسمى التحالف، إنه خطير، لأن كل التحالفات ممزقة. التحالف ممزق عندما يستثني الرجل العادي، وعندما يستثني الشريف، وعندما يستثني عامل الحكومة، وعندما يستثني الملك، وعندما يستثني المتسول، وعندما يستثني الحكيم، وعندما يستثني النفوس البسيطة؛ لأن كل التحالفات مفرقة في معارضتها للإنسانية الكونية. لكن الانسجام يعني أن تريد شيئًا واحدًا، أن تريد الخير في الحقيقة، أن تريد الالتحام مع الإله-شيء على وجه الإطلاق.
- مقالات ترميمية بأرواح متعددة، صـ144
ينحصر النوع الأول من الازدواجية الذهنية في الرغبة من أجل المكافأة المحضة أو خشية من العقاب، ويتماثل مع التمييز بين القيم الداخلية والخارجية. بينما يتمثل النوع الثاني في الرغبة في الشيء لدرجة معينة، ويتشابه مع الرغبة الفاترة. يمثل نوعا الازدواجية الذهنية ضعفًا بشريًا وعقبة في طريق الفرد لتحقيق العظمة والعزيمة تجاه الرغبة والهداية للخير. يقترح كيركغور الانضباط ووضوح النفس كضرورتين لمكافحة الازدواجية الذهنية. ليست الازدواجية الذهنية شرًا في ذاتها، ولكن الالتفات عنها خداع للنفس.
يكتب كيركغور بكثرة عن «إرادة الخير»، ولكنه لا يسهب لتوضيحها للقارئ، عن ماهية هذا الخير، لأنه يرى أن الخير شيء يجده الفرد بالانغماس في الحياة والاعتقاد أن الله يخلق كل شيء بقدر. يطلب من القارئ فحص التناقض في حياته. هل يرى الفرد الخير والثواب أم الخير والعقاب؟ لا يعرف ذلك سوى المنغمس في تجربة الحياة، وعندما يعرف ربما لا يتمكن من شرح مبررها لأي شخص.

### الخبراء والعارفون
هل هناك طريقة متاحة للفرد ليختار مهنة ويحظى باليقين بأن هذه المهنة ستوفر له ما وفرته للآخرين؟ هل هناك زواج سيضمن، بيقين، الحب السعيد بين الحبيبين؟ حظت تلك الأسئلة باهتمام نيتشه وكيركغور. هل هناك أفراد موهوبون لمعرفة هل ينبغي أن تتزوج أو تصبح وزيرًا أو صحفيًا أم عالم لغويات، أم عليك الحديث مع الله حول تلك الأمور؟ يعتقد نيتشه أن فيلسوف الأخلاقيات يمكنه مساعدة الشخص في تلك الأسئلة للهداية للجواب. قال كيركغور: «قد يخبر فيلسوف الأخلاقيات شخصًا ما بواجبه أن يتزوج، ولكن لن يستطيع إخباره بأي حال بمن ينبغي أن يتزوج». يتساءل كيركغور عن افتراض «وجوب» الزواج. كان معارضًا لمن يدعون أنفسهم «خبراء الروح» و«خبراء الحب والعارفين به». فهل يمكن للفرد أن يكون خبيرًا عارفًا بنفسه؟ يجيب نيتشه بالنفي؛
الغرور ميل غير إرادي لضبط ذات الفرد، بينما لا يكون الفرد ذاتًا حقيقية، أي يحاول الظهور بالاستقلال على غير واقعه الاعتمادي. تختلف الحكمة عن ذلك أتم الاختلاف، إذ تظهر اعتمادية، بينما هي في الواقع مستقلة تمامًا. البديهية 13 –نحن علماء اللغة.
يشبه كيركغور هذه الفكرة بتحويل المعرفة إلى ممارسة في كتابه عام 1845، ثلاث مقالات حول مواقف متخيلة (هونغ 1993)، المترجم إلى الإنجليزية أيضًا بعنوان «أفكار حول مواقف مصيرية في الحياة البشرية (سويسون 1941)». يتسائل كيركغور حول جدوى المعرفة إذا انفصلت عن الحياة اليومية:
«فلنتخيل قبطانًا، ولنفترض أنه اجتاز كل الاختبارات بامتياز، ولكنه لم يبحر أبدًا. فلنتخيل وجوده في عاصفة، إنه يعلم كل ما يتوجب فعله، ولكنه لم يدرك كيف يكتنف الرعب المبحرين، عندما تضيع النجوم في عتمة الليل، لا يعلم شعور العجز الذي يصيب القبطان عند رؤيته لعجلة القيادة وقد أصبحت دمية بيد الأمواج، لا يعلم كيف تندفع الدماء إلى الرأس عندما يحاول المرء إجراء الحسابات في تلك اللحظة، إنه، باختصار، لا يملك أدنى فكرة عن التغير الحادث في العارف عندما ينبغي عليه تطبيق تلك المعرفة. ما الطقس الجيد للبحار، إذا كان للشخص العادي أن يعيش على نفس وتيرة الآخرين في السباق، لكن لحظة القرار لحظة خطيرة يتأمل فيها المرء ويخرج من بيئته ليمتثل أمام الله وحده، ليكون العاصي، هذا سكون مفسد للنظام المعتاد مثل العاصفة في البحر. عرف كل ذلك، عرف ما سيحدث له، ولكنه لم يعرف أن القلق سيستحوذ عليه، إذ سيشعر بالعزلة وسط الجموع التي ترك فيها روحه، فلم يعرف كيف ينبض القلب عندما يتلاشى ما يقدمه الآخرون في هذا السكون من مساعدة وإرشاد ومعايير ومشتتات، لم يعرف ارتجاف الروح، عندما ينتهي وقت طلب الاستغاثة من البشر، فلا يسمعه أحد، إذ لا يعرف كيف تغيرت المعرفة عندما احتاج لتطبيقها.»
-سورين كيركغور، أفكار حول مواقف مصيرية في الحياة البشرية، 1845، ترجمه إلى الإنجليزية سوينسون 1941، صفحة 35.